# الخضر غيلان

الأمير أحمد الخضر غيلان، حسب رسم إنجليزي. وتصفه الروايات الإنجليزية باسم «Guyland» و «Gayland»، و "أمير الغرب البربري ومغتصب مملكة فاس".

أبو العباس أحمد الخضر المشهور ب الخضر غيلان (توفي سنة 1084 هـ /1673م) تزعّم حركة الجهاد ببلاد الهبط بعد وفاة محمد العياشي، فدخل مدينة القصر الكبير وانتزعها من الدلائيين، وجعلها حاضرته، وانطلق منها لقتال البرتغاليين ثم الإنكليز بطنجة. ووصفته المصادر المسيحية «ذو شخصية شجاعة ونظر حاد وقسوة في الطبع، شديد الكتمان لا يكشف عن مواقفه». وامتد نفوذه إلى الأراضي بين طنجة وسبتة وبين تطوان وشفشاون و تازة.

## مسيرته
ينحدر الخضر من أسرة غيلان، وهم من الأندلسيين الذين نزحوا من غرناطة واستقروا بين قبيلة بني كرفط في بِلاَدِ جْبَالَة، وكانت مواطنهم في هذه القبيلة هي قُرى الصخرة، والخطوط، ودار القرمود وغيرها، كما كان لأسرة غيلان بُيوتات عديدة في طنجة وتطوان وأزيلا و تازة. وتعتبر هذه الأسرة من الشُرفاء وهم أصحاب زاوية أولاد غيلان. فولد الخضر بمدشر الزراق.

### القصر الكبير
كانت طنجة بعد عودتها لسلطة البرتغاليين هدفا للمقاومة الشعبية التي تزعمها المجاهد العياشي  ، وسقط في معاركها علي غيلان و أحمد غيلان. وكان العياشي قد عين الخضر غيلان على قيادة الحركة الجهادية في منطقة الهبط، واستقل الخضر بعد وفاة العياشي، وتزعم الحركة بنفسه.
تسببت القيادة الجديدة للخضر غيلان للمقاومة في شمال المغرب في إرباك خصومه فسهل عليه استيلاء جنوده على مدينة القصر الكبير سنة 1063هـ باعتبارها عاصمة الهبط، وقتل فيها علي بن أحمد، وهو منفذ اغتيال العياشي. ومات فيها جماعة من أعيانهم، وأَجْلَى عدد كبيرا من أولاد القنطري، وغيرهم. وكان القنطريون من الأندلسيون الذين استوطنوا القصر الكبير. وبذلك تمكن من ضم المنطقة الشمالية الغربية بكاملها ليتفرغ بعد ذلك لتطويق طنجة ومحاصرتها.

### محاولة استرجاع العرائش
بعد أن خضعت قبائل الغرب لنفوذه، جعل من أهدافه الاستيلاء على القواعد المسيحية، خصوصا العرائش.
فتكتلت القبائل وهاجمت قاعدة العرائش تحت قيادته بتاريخ 28 ماي 1655م، وحاصروها واتجهت محاولاتهم لفتح ثغرات في سورها، فأمر حاكم العرائش الإسباني بنصب سائر المدفعية أمام تلك النقطة، بينما يقوم هو بهجوم خارجي مفاجئ.
وكرر الخضر في  9 ماي 1657م هجوما آخر على العرائش، وكان عنيفا هذه المرة، حيث لم تنج القاعدة من هذا الحادث إلا بمعجزة، حسب وصف المؤرخين الإسبان.
وحين امتد نفوذ الخضر غيلان إلى سائر قبائل جبالة والهبط بإضافة أصيلة والقصر الكبير وتطوان؛ هاجم العرائش سنة 1666م. وبدأ في صنع سلالم للهجوم بها على أسوار العرائش، لكن الخبر نقله أحد الأسرى الإسبان؛ ففشلت المحاولة. وقام الخضر بمحاولة أخرى لاقتحام المدينة بواسطة قوارب إلا أن باخرة كبيرة تعرضت لهم، ولم يتمكنوا من اجتياز باب البحرية. فانهزم غيلان أمام العراش وسقط أخوه.

### حصار طنجة

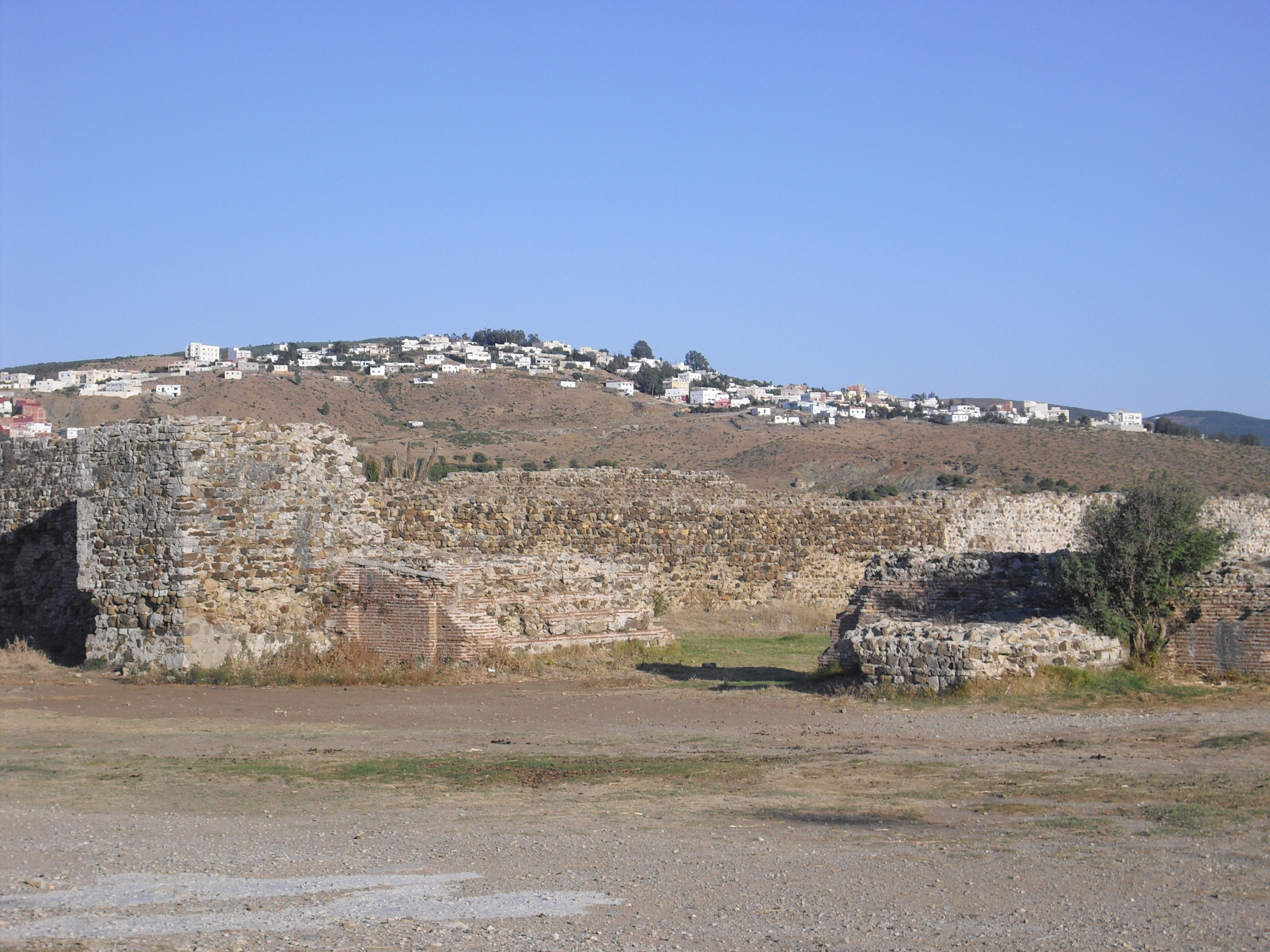
بقايا قصبة غيلان، طنجة.

قام الخضر بتنظيم المقاومة المحلية بطنجة، مما جعل حاكمها البرتغالي فرنان دو ذي ميدشيس يطلب سنة 1656 عقد هدنة، التي قبلها الخضر ودامت مدة سنة واحدة، لينظم بعد نهايتها هجوما قويا طوق به مدينة طنجة ب25.000 من المجاهدين، فقطع عنها إمدادات الماء التي كانت تتزود منها عبر طريق القناة الرومانية المتصلة بواد اليهود. أرسلت لشبونة الامدادات لإنقاذ مستوطنتها، إلا أنها سقطت في كمين  نصبه أسطول بحري تابع للخضر غيلان، بعد أن انطلقت من سواحل أصيلة.
اضطرت مملكة البرتغال سنة 1662م للانسحاب من طنجة وتسليمها إلى شارل الثاني ملك إنجلترا. فاستمر رجال الخضر غيلان في شن الهجمات المتكررة. الأمر الذي أجبر الإنجليز على عقد هدنة مع الخضر غيلان، الهدنة التي استغلها الإنجليز لتعزيز تحصينات قوية حول مدينة بطنجة التي لا تزال موجودة ليومنا هذا بالقصبة. كما أنشأ الخضر غيلان قلعة (قصبة غيلان) بتحصيناتها بالمنطقة المعروفة اليوم بملاباطا. وكانت مهمتها الدفاع عن حوزة المدينة من غزو الأوروبيين وتضييق الخناق عليهم بواسطة عمليات مسلحة متكررة.
وكان الترجمان أحمد بن الحاج محمد لوكس، الذي ينحدر من عائلة موريسكية، يعمل في الحامية الإنجليزية بطنجة، ففر منها واعتنق الإسلام واشتغل كاتبا عند الخضر غيلان.

### مواجهة الدلائيين
وفي سنة 1664م توجه الخضر غيلان برجاله إلى قتال الإسبان بالعرائش. ليعاود الهجوم مرة أخرى على طنجة.  غير أنه اصطدم بالزحف الدلائي تحت قيادة محمد الحاج الدلائي والزحف العلوي نحو الشمال.
وسع الخضر غيلان نشاطاته الحربية مستهدفا المدن والقبائل التي كانت تحت إمرة الدلائيين. فحاول محمد الحاج الدلائي التصدي له، فوجه له جيشا كبيرا، وقد التقى الجيشان في مولاي بوسلهام، فمني جيش الحاج الدلائي بالهزيمة.  حصل الخضر غيلان على دعم القبائل المجاورة لمدينة تطوان مكنته من الاستيلاء عليها ، لكنه واجه مقاومة عنيفة من طرف الأهالي الذين ظلوا موالين للدلائيين ، فتمكن من المدينة وأعادها إلى أحمد بن عبد الكريم النقسيس وبذلك حصل غيلان على ولاء آل النقسيس.

### مواجهة العلويين
بعد أن استقام أمر فاس للمولى الرشيد في ذي الحجة 1076 هـ، خرج إلى بلاد الغرب يقصد الخضر غيلان  فزحف إليه المولى الرشيد فانهزم في سنة 1077 هـ / 1667م وأخضع المولى الرشيد قبيلة بني زروال ثم مضى إلى تطوان، ففر منها غيلان،  الذي توجه إلى أصيلا ورجع المولى الرشيد عنه إلى فاس حيث كتبت له البيعة.
فتوجه غيلان إلى الجزائر طلبا لدعم الأتراك. فاستغل الخضر غيلان اضطراب أحوال المغرب بعد الوفاة المفاجئة للمولى الرشيد سنة 1672م، فقام بإحياء مشروعه السياسي ببلاد الهبط، بفضل المساعدات العسكرية التي حصل عليها من الأتراك من أجل عرقلة تقدم الدولة العلوية الناشئة بقيادة المولى إسماعيل، الذي واجه كيانات سياسية متعددة في جهات مختلفة من البلاد كأل النقسيس بتطوان وابن محرز بتافيلالت. لكن المولى إسماعيل اعتبر القضاء على الخضر غيلان من أولوياته. بعد فشل حصار السلطان إسماعيل  على مدينة تازة سنة 1673م، اضطر إلى رفع هذا  الحصار ليتوجه نحو بلاد الهبط بعد أن تلقى جيشه الهزيمة على يد الخضر غيلان. فتمكن بعدها المولى إسماعيل من القضاء على حركته، ودخل مدينة القصر الكبير. وأعطى أوامره بقتل الخضر غيلان سنة 1084هـ / 1673م. وتعرضت أجزاء كبيرة من المدينة للتخريب خلال هذه الفترة من جراء الحصار العسكري المدمر الذي فرض على المدينة. ودفن الخضر بها، وبقي ضريحه معروفا لدى سكان المدينة إلى ان هدم وشيد مكانه مسجد سنة 1984م.